# Meyershausstelle
Koordinaten: 54° 12′ N, 12° 17′ O
Meyershausstelle, auch Meyers Hausstelle oder Meiershausstelle geschrieben, ist ein Wohnplatz im Ortsteil Wiethagen der Hansestadt Rostock. Es besteht aus einem einzigen Anwesen, einem ehemaligen Forsthof. Das Ende des 18. Jahrhunderts errichtete Forsthaus steht unter Denkmalschutz.

## Lage
Meyershausstelle liegt im Nordosten des Stadtgebiets von Rostock unmittelbar an der Grenze zum Gemeindegebiet von Gelbensande in den ausgedehnten Waldgebieten der Nordöstlichen Heide Mecklenburgs. Das Anwesen liegt am Stromgraben, der die Rostocker Heide vom östlich angrenzenden Gelbensander Forst trennt. Das Stadtzentrum von Rostock ist etwa 18 Kilometer entfernt, der Ort Gelbensande liegt etwa einen Kilometer weiter östlich. Meyershausstelle gehört zum Rostocker Ortsteil Wiethagen, das gleichnamige Dorf liegt etwa drei Kilometer südwestlich.

## Geschichte

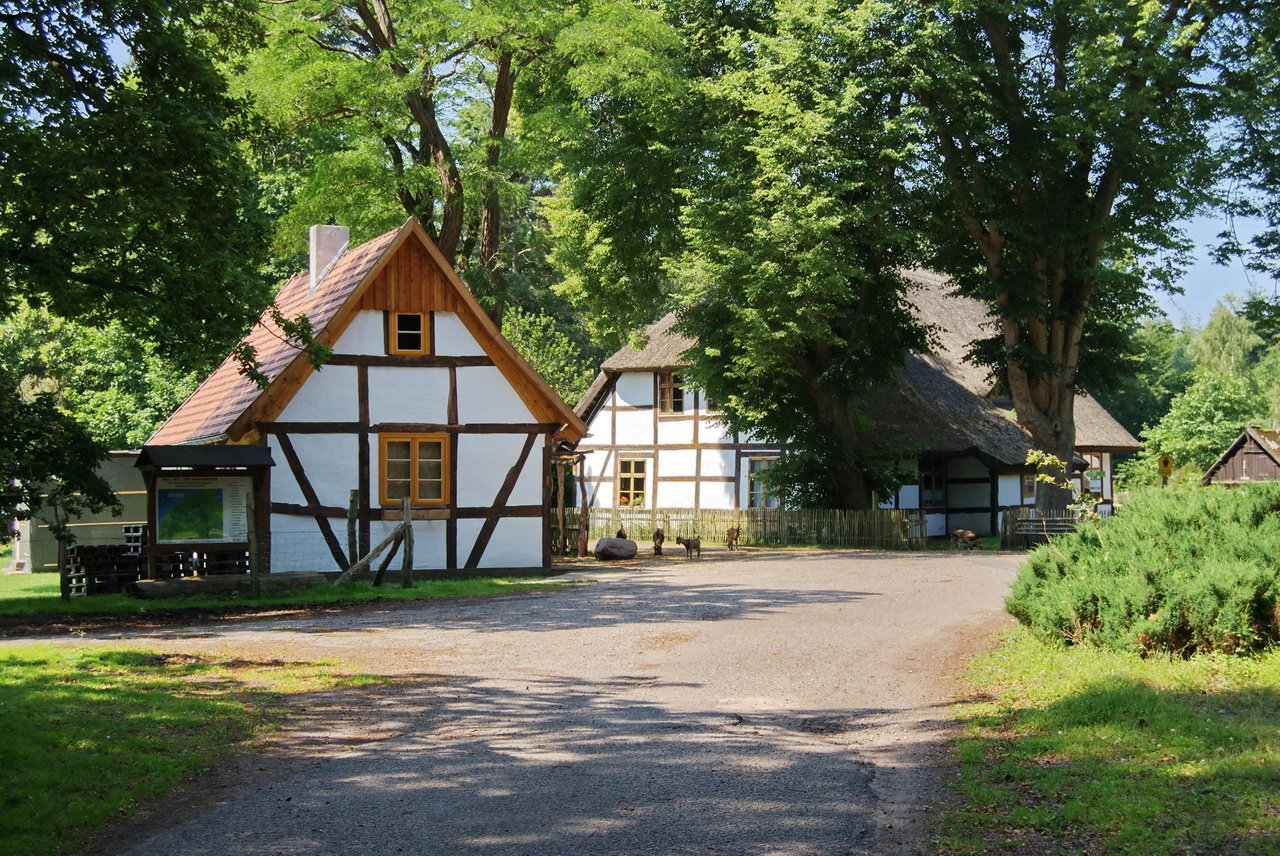
Meyershausstelle

Das Gebiet der Rostocker Heide wurde bereits 1252 von der Stadt Rostock gekauft. Die Grenze zwischen dem städtischen und dem landesherrschaftlichen Besitz war der Stromgraben, der die Waldgebiete annähernd von Süd nach Nord durchquert und westlich von Graal in die Ostsee mündet.
Das Anwesen direkt am Stromgraben wird erstmals 1765 erwähnt, vermutlich war ein dort ansässiger Schlagbaumwärter namens Meyer oder Meier der Namensgeber. Da städtische Quellen aus jener Zeit keinen Hinweis auf das Gehöft geben, vermutet der Heimatforscher Ludwig Krause, Meyer hätte in fürstlichen Diensten gestanden. Meyer war der Überlieferung nach als Schumacher für die Bewohner der umliegenden Heidedörfer tätig.
Später wurde Meyershausstelle Sitz eines Forsthofes. Während die Stadt Rostock Besitzer des Gebietes der Meyerhausstelle und der westlich angrenzenden Waldungen blieb, gehörte das Gehöft Anfang des 20. Jahrhunderts zur Gemeinde Mittel-Rövershagen und bildete gemeinsam mit Hinrichshagen, Wiethagen, Markgrafenheide und Schnatermann den Gemeindeteil Rostocker Heide.  Seit 1924 gehört Meyershausstelle auch verwaltungsrechtlich zur Stadt Rostock. Im Jahr 1930 wird Meyershausstelle als Försterei mit acht Einwohnern genannt.
Nach dem Zweiten Weltkrieg wurde die Rostocker Heide zunehmend militärisch genutzt. In den 1980er Jahren waren mehr als 50 % des Waldes militärisches Sperrgebiet. Meyershausstelle blieb frei zugänglich, allerdings richtete dort der Militärforstwirtschaftsbetrieb Prora eine Produktionsstätte für Holzkohle ein, die für den Export vorgesehen war.
Nach der Wende in der DDR zog das Militär schrittweise ab. Die Rostocker Heide wird seitdem wieder ausschließlich zivil genutzt, die militärisch genutzten Flächen wurden renaturiert. Um das Jahr 2000 zog die Försterei aus. Seit 2003 wird das Anwesen privat genutzt, die Besitzer haben dort eine Gaststätte eingerichtet.
Das ehemalige Forsthaus ist ein zweigeschossiger, rohrgedecktes Fachwerkhaus mit Krüppelwalmdach. Es wird als Wohnhaus genutzt, ein in Anlehnung an die Bauform des Haupthauses neugebautes Nebengebäude dient zur Versorgung der Besucher der Gaststätte.